# Brian Steen Nielsen
Brian Steen Nielsen, danski nogometaš in trener, * 28. december 1968, Vejle, Danska.
Za dansko reprezentanco je odigral 66 uradnih tekem in dosegel tri gole.